# Mylabris entebbensis
Mylabris entebbensis es una especie de coleóptero de la familia Meloidae.

## Distribución geográfica
Habita en Uganda.